# Carles Constantí de Viena
Carles Constantí de Viena o Carles Constantí de Provença (vers 901/907 - 23 de juny de 962) fou comte de Viena. Sembla que mai fou anomenat Carles Constantí; Flodoard l'esmenta com a Constantí però se sap que el seu nom era Carolus (Carles) per un diploma del seu pare i pels seus propis diplomes; el nom conjunt modern de Carles Constantí que se li dona no hauria estat realment emprat mai en vida.
El 3 de juny de 923, és esmentat com ambasciator. Sobre quan fou comte de Viena no és clar. Generalment es creu que ho fou el 926 quan el seu cosí Hug d'Arle fou proclamar rei d'Itàlia però hauria perdut el comtat segurament el 929 quan va morir el seu pare, i llavors Hug d'Arle, que es va emparar del poder a Provença i hauria donat el comtat de Viena al seu germà Bosó d'Arle que en absentar-se per a anar a Itàlia l'hauria deixat al seu gendre Bosó I casat amb la seva filla i hereva Berta d'Arle (morta el 965); Bosó I va morir el 935 i el seu suposat sogre, Bosó I d'Arle, el 936 i Berta es va tornar a casar amb Ramon II de Roergue (mort el 961). El 933 Hug d'Arle va cedir Provença al rei Rodolf II de Borgonya i així els drets successoris reials de Carles Constantí es van esvair. El 936 Berta hauria deixat el comtat (i marxat a Roergue) en favor de Carles Constantí, que l'hauria governat fins a la seva mort. Uns mesos abans de la seva mort el seu fill gran Ricard va morir (gener de 962) i el successor hauria estat el segon fill Hugobert a menys que fos eclesiàstic; l'única successió esmentada però és la de la seva suposada filla Constància o Constança (morta entre 963 i 966) a través de la qual el comtat va passar al seu marit Bosó II d'Arle; això ha fet pensar que Constància podia ser no la seva filla sinó la seva germana i per això va heretar abans que Hugobert; però això és improbable i tant si era filla com germana només haguera heretat abans que Hugobert si aquest, per alguna causa, no podia.

## Família
Era fill de Lluís III el Cec de Provença, rei de Provença (887- 928) i rei d'Itàlia (900- 905, i Emperador d'Occident (901- 905) i suposadament d'Anna de Constantinoble o Anna de Macedònia filla de Lleó VI i Zoè Zaützena, (vers 887- 903). Per la seva data de naixement seria fill d'Anna, primera esposa del pare, però per la indicació de parentiu ho seria de la segona Adelaida de Borgonya.
Es va casar amb Teutberga de Sens (o Tiberga) 909- 960, que li va donar a:
- Ricard de Provença (924 - gener de 962)
- Hugobert de Provença (927 - maig de 976)
- Constança de Provença (920 - morta vers 963/966, primera esposa, de Bosó II d'Arle comte d'Arle abans del 942

Durant molt de temps va ser considerat també com el pare d'Amadeu de Provença, (cap a 940 - després de 980, pare d'Humbert I de Savoia i de Wil·la de Viena, però aquesta hipòtesi està avui dia abandonada.